# Næstved/Herlufsholm Håndbold
Næstved/Herlufsholm Håndbold er en håndboldklub i Næstved. Seniorholdet spiller i kvalifikationsrækken på Sjælland.
Klubben blev stiftet efter at klubberne Næstved Håndbold og HG slog sig sammen.
I 2011 blev klubben årets breddeklub på Sjælland.
Holdet har nogen gode ungdomsfaciliteter bl.a. med et U-12 hold som nr. 12 i Danmark og et U-14 hold som nr. 5.